# زوفیا سارتوک
زوفیا سارتوک (لهستانی: Zofia Saretok؛ زادهٔ ۲۸ مارس ۱۹۳۸–۱۰ مارس ۲۰۱۳) بازیگر اهل لهستان بود. وی دانش‌آموختهٔ آکادمی ملی هنرهای نمایشی الکساندر زلوروویچ در ورشو بود.
از فیلم‌ها یا مجموعه‌های تلویزیونی که وی در آن‌ها نقش داشته است، می‌توان به سال‌های شیرین و گا، گا، درود بر قهرمانان اشاره نمود.